# Nocera-Sarno-síkság
A Nocera-Sarno-síkság (olaszul: Agro nocerino-sarnese) avagy Nocera-Sarno-vidéki táj alluviális síkság és egyben tájegység Olaszország Campania régiójában, a Sarno folyó völgyében, a Vezúvtól délkeletre, a Partenio-hegységtől délnyugatra, a Lattari-hegységtől északra és a Nápolyi-öböltől keletre. Fontos mezőgazdasági vidék. Jellegzetes termékei a burgonya (patata novella campana) és a paradicsom (Pomodoro di San Marzano).

## Községek
A síkság területén osztozó községek: Angri, Castel San Giorgio, Corbara, Nocera Inferiore, Nocera Superiore, Pagani, Roccapiemonte, San Marzano sul Sarno, San Valentino Torio, Sant’Egidio del Monte Albino, Sarno, Scafati, Siano.